# 张家口市领导人列表
张家口市领导人列表 列出了自1945年9月以来张家口市的市委书记、副书记、市长、副市长的名单。
同一人留任同一职务在列表中不重复表示，连任或重新当选则重复表示。因此，列表中的大部分空位并不表示该职务在当时出现空缺。

## 列表
| 上任时间       | 市委书记                                                                        | 市委副书记                                                          | 市长                | 副市长                                                         | 备注 |
| 1945年9月16日  | 杨春甫                                                                          |                                                                     | 张孟旭              |                                                                | |
| 1945年9月16日  | 刘澜涛 （兼任）                                                                 |                                                                     | 宋劭文 （兼任）     |                                                                | 刘澜涛为晋察冀中央局副书记，兼任张家 口市委书记。宋劭文为边区行政委员会主 任，兼任张家口市长。另外，晋察冀军区 副司令员萧克兼任张家口卫戍司令员。 |
| 1946年1月      | 刘秀峰                                                                          |                                                                     | 杨春甫              |                                                                | 郑维山任张家口卫戍司令员。 |
| 1946年4月25日  | 刘秀峰 （称参议长）                                                             | 于德海 陈儒仁 （称副参议长）                                        | 杨春甫              | 张孟旭                                                         | 经张家口市第一届参议会选举产生。 是月，张家口市政府正式成立。 |
| 1949年5月24日  | 孙敬文                                                                          |                                                                     | 孙敬文              | 权哲民                                                         | |
| 1951年8月12日  | 孙敬文                                                                          |                                                                     | 权哲民              | 李贯英                                                         | |
| 1954年7月11日  | 孙敬文                                                                          |                                                                     | 王绍文              | 李贯英                                                         | |
| 1955年1月11日  | 刘一鸣 （地委书记）                                                             |                                                                     | 刘谦                | 马哲生 王荣仁                                                  | |
| 1956年12月28日 | 刘一鸣 （地委书记）                                                             |                                                                     | 刘谦                | 韩直飞 马哲生 靳育民 王万春                                    | |
| 1958年2月12日  | 杨磊之                                                                          |                                                                     | 刘谦                | 韩直飞 马哲生 靳育民 王万春                                    | |
| 1958年6月14日  | 王云 （市委第一书记）                                                           |                                                                     | 马哲生              | 靳育民 王万春 杨昌达                                           | |
| 1958年12月     | 葛启 (市委第一书记)                                                             |                                                                     | 马哲生              | 靳育民 王万春 杨昌达                                           | |
| 1959年7月25日  | 葛启 （市委第一书记）                                                           |                                                                     | 刘谦                | 马哲生 张士良 韩直飞 靳育民 王万春                             | |
| 1959年12月11日 | 胡开明 （市委第一书记）                                                         |                                                                     | 刘谦                | 马哲生 张士良 韩直飞 靳育民 王万春                             | |
| 1960年3月31日  | 胡开明 （市委第一书记）                                                         |                                                                     | 刘谦                | 田再培 曹恒忱                                                  | |
| 1961年6月1日   | 王云 马哲生                                                                     |                                                                     | 马哲生              | 田再培 曹恒忱                                                  | 王云任地委书记处书记兼市委第一书记。 马哲生任地委书记处书记，副专员兼市委 书记处书记、市长。 |
| 1962年6月1日   | 葛启                                                                            |                                                                     | 马哲生              | 田再培 曹恒忱                                                  | 葛启再次任张家口地委第一书记 |
| 1963年3月23日  | 葛启                                                                            | —                                                                   | 马哲生              | 靳育民 李子光 王万春                                           | |
| 1966年8月14日  | 宋书亭（代理）                                                                  |                                                                     | 马哲生              | 靳育民 李子光 王万春                                           | |
| 1968年1月20日  | 刘宗泽                                                                          | 刘力夫 尹克信 李志新 郝义成                                         | —                   | —                                                              | 刘宗泽任革委会主任，刘力夫、尹克信、 李志新、郝义成任副主任。 |
| 1970年1月27日  |                                                                                 |                                                                     |                     |                                                                | 张家口地区革命委员会党的核心小组正式 成立，由贺明、牛勇、王英俊、伍银德、 于品增5人组成，贺明任组长，牛勇、王英 俊任副组长。 |
| 1970年2月18日  |                                                                                 |                                                                     |                     |                                                                | 伍银德、于品增任张家口地区革命委员会 副主任；免去王金山、李植林、刘克宽的 地区革命委员会委员、常务委员、副主任 职务。 |
| 1970年7月29日  |                                                                                 |                                                                     |                     |                                                                | 宋书亭、赵纯、曹福斋任张家口市革命委 员会副主任。 |
| 1971年4月29日  | 吴茂生 （地委第一书记） 牛勇 （地委第二书记） 王英俊 伍银德 于品增 （地委书记） |                                                                     |                     |                                                                | |
| 1971年8月5日   |                                                                                 |                                                                     |                     |                                                                | 刘锦林任张家口市革命委员会主任。 |
| 1971年9月15日  |                                                                                 |                                                                     |                     |                                                                | 吴茂生为张家口地区革命委员会主任，免 去贺明的张家口地区革命委员会主任职务。 |
| 1972年8月31日  |                                                                                 |                                                                     |                     |                                                                | 贺振国、刘谦任张家口地区革命委员会委 员、常务委员、副主任，梁风瑞、韩直飞 为张家口地区革命委员会副主任，免去伍 银德的张家口地区革命委员会委员、常务 委员、副主任职务。                                                                                        |
| 1973年4月6日   | 牛勇 （地委第一书记）                                                           |                                                                     |                     |                                                                | 牛勇任中国共产党张家口地区委员会第一 书记、地区革命委员会主任，免去吴茂生 的中国共产党张家口地区委员会第一书 记、地区革命委员会主任职务。 |
| 1973年5月25日  | 宋书亭 （市委第一书记）                                                         |                                                                     |                     |                                                                | 宋书亭任中国共产党张家口市委员会第一 书记、市革命委员会主任。 |
| 1974年12月11日 | 王英俊 （地委第一书记）                                                         |                                                                     |                     |                                                                | 王英俊任中国共产党张家口地区委员会第 一书记、地区革命委员会主任；刘俊孝任 中国共产党张家口地区委员会书记；免去 牛勇的第一书记、地区革命委员会主任职 务。 |
| 1975年4月18日  | 宋叔华 （市委第一书记） 刘力夫 （市委第二书记）                                 |                                                                     |                     |                                                                | 宋叔华任中国共产党张家口地区委员会常 务委员、张家口地区革命委员会常务委员， 中国共产党张家口市委员会第一书记、张 家口市革命委员会主任；刘力夫任中国共 产党张家口市委员会第二书记、张家口市 革命委员会副主任。                                                 |
| 1978年9月26日  |                                                                                 |                                                                     |                     |                                                                | 中国共产党河北省委员会决定王英俊兼任 张家口行政公署专员；陈映昱、刘谦、韩 直飞、贺振国、李士元、张士良、刘鹏任 副专员；刘一鸣、王造任张家口行政公署 顾问。 |
| 1979年11月26日 |                                                                                 |                                                                     |                     |                                                                | 刘力夫任张家口市革命委员会主任。 |
| 1981年7月26日  | 张曙光 （地委第一书记） 曹恒忱 （地委书记）                                     |                                                                     |                     |                                                                | 张曙光任中国共产党张家口地区委员会第 一书记，曹恒忱任张家口地区行政公署专 员，免去王英俊中国共产党张家口地区委 员会第一书记兼地区行政公署专员的职务。 中国共产党河北省委员会决定曹恒忱任中 国共产党张家口地区委员会书记。                                     |
| 1982年6月      | 陈义堂 （地委第一书记）                                                         |                                                                     |                     |                                                                | |
| 1983年4月12日  | 宋叔华 （市委第一书记）                                                         |                                                                     | 王昌汉              | 李凤池 杨萍 赵连晋 高启明 梁继业                               | — |
| 1983年7月23日  | 刘善祥 （市委书记） 曹恒忱 （地委书记）                                         | 王昌汉 田震田 杜书箱 （市委副书记） 王权 任富 张成启 （地委副书记） |                     |                                                                | 刘善祥任市委书记，副书记王昌汉、 田震田、杜书箱，市纪检委书记白子义。 曹恒忱任地委书记，副书记王权、任富、 张成启，委员张德盈、耿尚增、王佩卿、 刘善祥、于绍安、湿文秀，顾问陈义堂； 专员王权（兼任），副专员张德盈、 费道、叶广进、陈亮；纪检委书记 刘志刚。 |
| 1986年9月25日  | 田震田                                                                          |                                                                     |                     |                                                                | |
| 1988年3月19日  |                                                                                 |                                                                     | 王昌汉              | 杨萍 梁继业 高启明 艾润飙 马文锦                               | |
| 1990年1月11日  | 张德盈 （地委书记）                                                             |                                                                     |                     |                                                                | |
| 1990年10月24日 | 田震田                                                                          |                                                                     | 杜书箱 （代理市长） | 杜书箱                                                         | |
| 1993年2月28日  | 刘健生                                                                          |                                                                     | 杨德庆 （代理市长） |                                                                | |
| 1993年3月29日  |                                                                                 |                                                                     | 杨德庆              | 邹世华 梁继业 赵宝文 毕又澄 侯志诚                             | |
| 1993年6月30日  | 刘健生 王权 杨德庆 杨新农 于振华 张宝华                                         | —                                                                   | 杨德庆              | 邹世华 张宝义 王建雄 王金玉 龚云堂 项续邦 杨桂珍 苏振三 侯志诚 | 1993年6月30日，张家口市和张家口地 区合并。 |
| 1994年9月12日  | 冯文海                                                                          |                                                                     |                     |                                                                | |
| 1997年12月26日 | 杨德庆                                                                          |                                                                     |                     |                                                                | |
| 1998年3月28日  |                                                                                 |                                                                     | 张宝义              | 刘鹤峰 项续邦 杨桂珍 苏振三 侯志诚 陈贵                        | |
| 2003年1月6日   |                                                                                 |                                                                     | 高金浩 （代理市长） | 高金浩                                                         | |
| 2003年3月1日   |                                                                                 |                                                                     | 高金浩              | 徐受棠 侯亮 唐树森 张钰 侯桂兰 杨玉成                          | |
| 2003年4月      | 刘永瑞                                                                          | —                                                                   | —                   | —                                                              | — |
| 2006年10月     | 刘永瑞                                                                          | 郑雪碧 曹英忠                                                       | 郑雪碧              | 徐受棠 李建举 杨玉成 侯贵兰 张钰                               | — |
| 2006年12月     | 宋太平                                                                          | —                                                                   | —                   | —                                                              | — |
| 2008年2月      | 许宁                                                                            | —                                                                   | —                   | —                                                              | — |
| 2008年3月      | —                                                                               | —                                                                   | —                   | 何江海 宋文玲                                                  | — |
| 2008年8月      | —                                                                               | —                                                                   | —                   | 罗建辉                                                         | — |
| 2011年1月      | —                                                                               | 王晓东                                                              | 王晓东（代理市长）  | —                                                              | — |
| 2011年2月      | —                                                                               | —                                                                   | 王晓东              | —                                                              | — |
| 2012年1月      | 王晓东                                                                          | —                                                                   | 侯亮                |                                                                | — |
| 2013年12月     | 邢国辉                                                                          | —                                                                   |                     | —                                                              | — |
| 2015年7月      | 侯亮                                                                            | —                                                                   | 马宇骏              |                                                                | — |
| 2015年7月      | 回建                                                                            | —                                                                   | 武卫东              |                                                                | — |
| 2021年1月      | -                                                                               | —                                                                   | -                   | 孙晓函                                                         | — |
| 2021年7月      | 武卫东                                                                          | —                                                                   | 赵文锋              |                                                                | — |
| 2022年7月      | 赵文锋                                                                          | —                                                                   | —                   | —                                                              | — |
| 2022年8月      | —                                                                               | —                                                                   | 李克良              | —                                                              | — |